# Renée Soutendijk

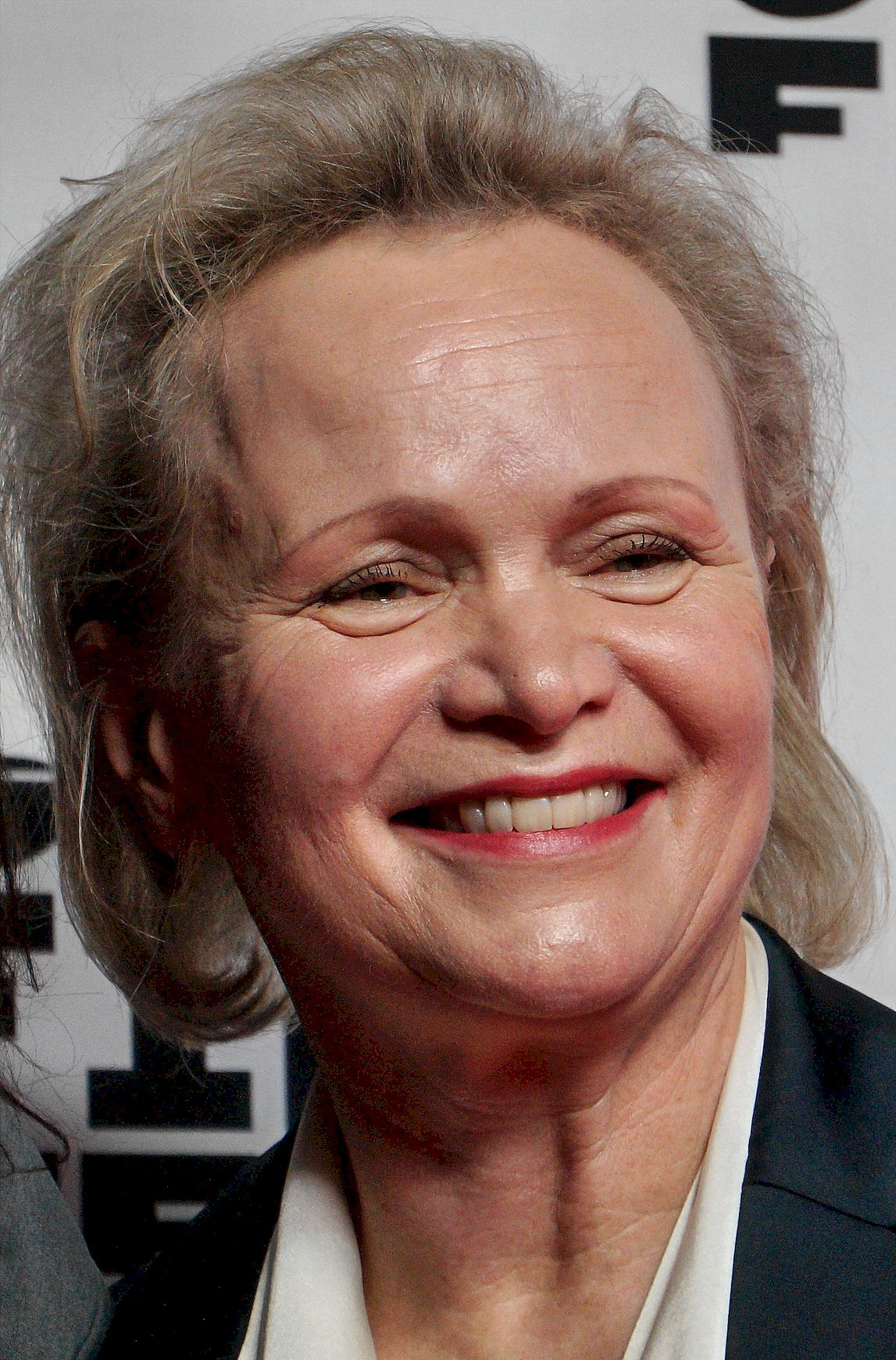
Renée Soutendijk (2023)

Renée Soutendijk ([ˈsʌutəndɛik]; * 21. Mai 1957 in Den Haag), geboren als Renette Pauline Soutendijk, ist eine niederländische Schauspielerin.

## Leben
Renée Soutendijk studierte in Den Haag von 1973 bis 1976 an der Akademie für dramatische Künste die Fächer Gesang, Tanz und Schauspiel. Sie war Anfang der 1980er Jahre die bevorzugte Filmdarstellerin von Paul Verhoeven in den Filmen Spetters – knallhart und romantisch (1980) und Der vierte Mann (1983). Nach einigen weiteren Kinofilmen wie Abwärts (1984) spielt sie seit den 1990er Jahren vorwiegend am Theater und in deutschen Fernsehproduktionen. Sie wurde 1999 mit dem Adolf-Grimme-Preis für die Hauptrolle in Connie Walthers Fernsehfilm Hauptsache Leben ausgezeichnet. Für ihre Rolle im Wettbewerbsfilm Sweet Dreams von Ena Sendijarević erhielt sie beim Locarno Film Festival 2023 den Schauspielpreis.
Renée Soutendijk ist verheiratet und hat zwei Kinder.

## Filmografie (Auswahl)

### Kino
- 1980: Spetters
- 1981: Das Mädchen mit dem roten Haar (Het meisje met het rode haar)
- 1983: Der vierte Mann (De vierde man)
- 1984: Abwärts
- 1985: Hitchhiker III (The Hitchhiker)
- 1986: Der Fall Boran
- 1986: Der zweite Sieg (The Second Victory)
- 1987: Der Madonna-Mann
- 1987: Rollentausch (Een maand later)
- 1988: Wo immer du bist (Wherever You Are …)
- 1991: Eve 8 – Außer Kontrolle (Eve of Destruction)
- 1994: In einer heißen Nacht (De Flat)
- 2000: Anna Wunder
- 2001: Met grote blijdschap
- 2018: Suspiria

### Fernsehen
- 1982: Inside the Third Reich
- 1986: Peter der Große
- 1989: Recht, nicht Rache (Murderers Among Us: The Simon Wiesenthal Story)
- 1991: Lethal Justice (Keeper of the City)
- 1998: Hauptsache Leben
- 1999: Das Delphinwunder
- 1999: Alphamann: Amok
- 1999: Alphamann: Die Selbstmörderin
- 1999: Schimanski: Sehnsucht
- 2000: Tatort – Bittere Mandeln
- 2001: Dial 9 for Love
- 2001: Hanna – Wo bist Du?
- 2001: Hochzeit zu viert
- 2002: De Enclave
- 2002–2005: Meiden van de Wit (TV-Serie)
- 2003: Eine Liebe in Afrika
- 2005: Tatort – Rache-Engel
- 2009: Der Mann aus der Pfalz
- 2009: Ein starkes Team – Geschlechterkrieg
- 2014: Ein Sommer in Amsterdam